# Coriolanus (Shakespeare)

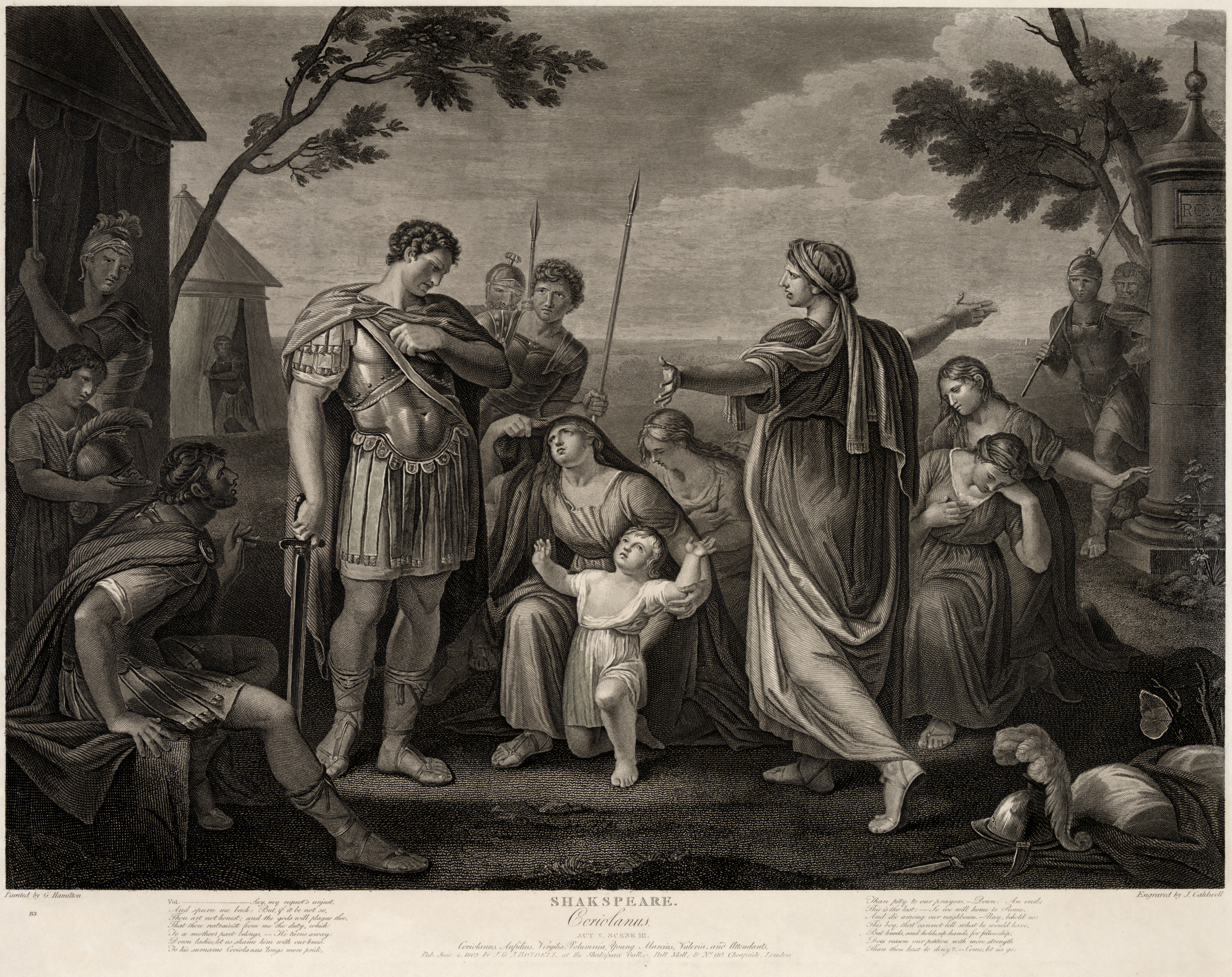
Coriolanus von James Caldwell und Gavin Hamilton

Coriolanus (engl. The Tragedy of Coriolanus) ist eine Tragödie von William Shakespeare. Das Stück spielt Anfang des 5. Jahrhunderts v. Chr. in Rom und der nahegelegenen Hauptstadt der Volsker Antium und erzählt die Geschichte des römischen Patriziers und Kriegshelden Coriolanus, der sich gegen sein eigenes Volk wendet. Shakespeare hat das Werk vermutlich um 1608 abgeschlossen. Die erste Erwähnung findet sich in dem Eintrag des Stationers’ Register für die First Folio vom 8. November 1623. Die erste bekannte Aufführung war eine Adaption von 1719. Die erste bekannte texttreue Aufführung war eine Produktion von David Garrick vom 11. November 1754 am Drury Lane Theater.

## Handlung
Handlungsort des Stücks ist das frühe Rom zur Zeit der Einsetzung der Tribunen (Volksvertreter). Die Plebejer empören sich, weil die Patrizier Getreide horten, während das gemeine Volk verhungere. Der Patrizier Menenius schildert ihnen darauf das Gleichnis des Magens, der für den ganzen Körper tätig ist; so sammelten auch die Patrizier Getreide und verteilten es in der ganzen Stadt. Der patrizische General Caius Marcius gibt den Senatsbeschluss bekannt, dass die Plebejer fünf Tribunen wählen dürfen, die ihre Interessen im Staat vertreten. Da verkündet ein Bote, dass der Volksstamm der Volsker gegen Rom in den Krieg treten wolle. Ein Teil des Römerheeres unter Cominius zieht gegen die von Aufidius angeführten Volsker auf das Schlachtfeld, der Rest unter Marcius und Lartius belagert die Volskerstadt Corioli. Im Verlauf der Belagerung wird Marcius allein in der Volskerstadt eingeschlossen, doch kann er das Stadttor öffnen, worauf die Römer Corioli erobern. Der verwundete Marcius eilt nun auf das Schlachtfeld und führt die Römer auch hier zum Sieg – für seine Tapferkeit bei der Stadteroberung erhält er den Namen Coriolanus.
Um Konsul zu werden, tritt der stolze und arrogant wirkende Patrizier Coriolanus nur widerwillig vor das Volk auf Roms Marktplatz, hat aber letztlich Erfolg. Die Tribunen Brutus und Sicinius, die fürchten, dass Coriolanus ihr Amt abschaffen wird, wenn er Konsul wird, überreden die Plebejer, ihre Zustimmung zurückzuziehen. Coriolanus beschimpft daraufhin die Tribunen. Auf dringendes Anraten auch seiner Mutter Volumnia geht er noch einmal auf den Marktplatz, um sich mit den Plebejern zu versöhnen. Doch lässt er sich, von Sicinius provoziert, zu Tiraden gegen die Tribunen und Plebejer hinreißen, die darauf seine Verbannung auf Lebenszeit fordern. Er verlässt Rom freiwillig, nachdem er sich von seiner Frau Virgilia verabschiedet hat.
Coriolanus sucht nun seinen ehemaligen Feind Aufidius auf und verbündet sich mit dem Volskergeneral zum Kampf gegen Rom. Geführt von Coriolanus steht das Volskerheer vor Rom. Vergeblich kommt sein alter Freund Cominius aus der Stadt zu ihm, der sich unbeugsam zeigt. Auch der sprachgewandte Menenius wird fortgeschickt. Da erscheinen überraschend seine Mutter, seine Frau und sein Sohn im Volskerlager. Volumnia kniet vor ihm nieder und bittet ihn um Frieden – darum wissend, dass dies das Ende ihres Sohnes bedeutet. In einer gänzlich unerwarteten Kehrtwendung erklärt sich Coriolanus zum Friedensschluss bereit. In der volskischen Stadt Antium nennt Aufidius daraufhin Coriolanus einen Verräter und Schwächling; wieder lässt sich dieser zu verbalen Attacken hinreißen, worauf die Mitverschworenen des Volskergenerals das Volk gegen den Römer aufhetzen und ihn erstechen.

## Literarische Vorlagen und sozio-kulturelle Bezüge

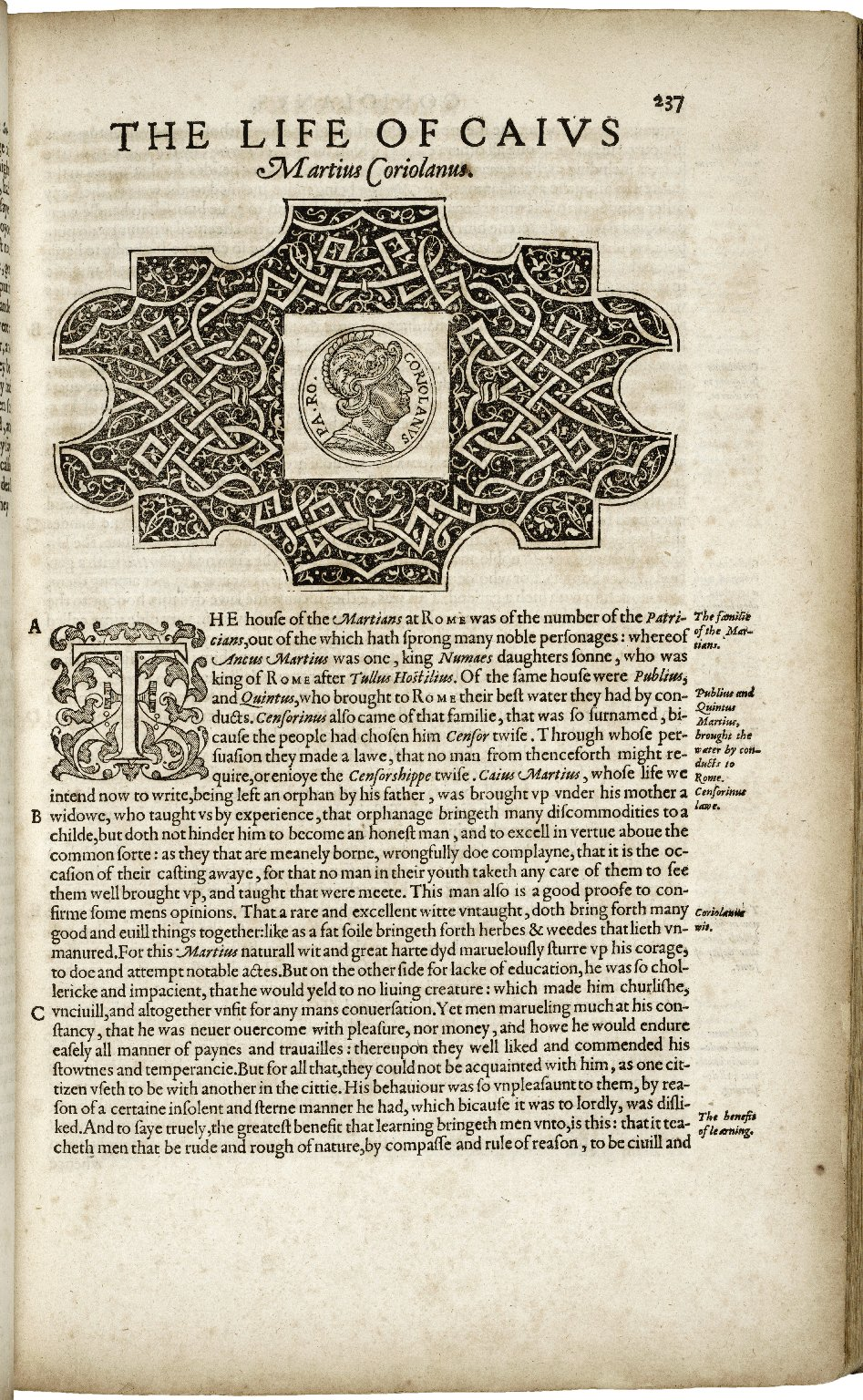
Übertragung der Parallelbiographien Plutarchs von Thomas North, 1579

Als Hauptquelle nutzte Shakespeare wie in den anderen Römerdramen Plutarchs Parallelbiographien (um 110 n. Chr.) in der englischen Übersetzung von Sir Thomas North aus dem Jahre 1579; einzig für seine Ausgestaltung der „Fabel von Bauch und Gliedern“ (I,i, 85-152) greift Shakespeare anscheinend zusätzlich auf weitere Versionen dieser Geschichte zurück; allgemein werden hier Anlehnungen an die Darstellung von Livius in Philemon Hollands Übertragung von 1600 und William Camdens Remains of a Greater Work Concerning Britain von 1605 angenommen. In der Fassung Plutarchs wird in der Sage von Coriolanus ebenso wie in anderen Teilen der Parallelbiographien jeweils eine griechische und eine römische Persönlichkeit einander gegenübergestellt; in diesem Fall ist die griechische Entsprechung des Coriolan der athenische Feldherr und Politiker Alkibiades, der sich ebenfalls mit seiner Vaterstadt im Konflikt befand, was Shakespeare wiederum in seiner Tragödie Timon of Athens (um 1607 und 1608) thematisch verarbeitet.
In der spezifischen Wortwahl der shakespeareschen Gestaltung der „Fabel vom Bauch“ am Anfang des Dramas sieht Kenneth Muir allerdings in Übereinstimmung mit einem Hinweis von E. A. J. Honigmann neben den Anlehnungen an Plutarch und Livius eher noch stärkere Anklänge an die Fassung in William Averells Werk Meruailos Combat of Contrarieties, das zur Zeit der Spanischen Armada als Warnung gegen Aufruhr veröffentlicht worden war.
Nach Erkenntnissen der modernen Geschichtsforschung hat Gnaeus Marcius Coriolanus nie tatsächlich gelebt, sondern von Anfang an lediglich als Sagen- oder Legendenfigur existiert, deren Ursprünge in einer Familienlegende des römischen Geschlechts der Marcier liegen. Die sagenhafte Figur des Coriolanus ist seit der Antike grundverschieden charakterisiert worden: Zum einen wurde er als Held gesehen, der die höchsten Tugenden des alten Rom verkörperte und in dessen Schicksal sich der Undank des Vaterlandes seinem Retter gegenüber äußerte; zum anderen wurde er als überheblicher Verächter und schließlich Verräter seines eigenen Volkes dargestellt.
Offensichtlich war für Shakespeare vor allem der Kontrast zu Marc Anton interessant, dessen Schicksal er um die gleiche Zeit ebenfalls im Rückgriff auf Plutarchs Werk in eine dramatische Form brachte. Die auf der elisabethanischen Bühne zu der Zeit noch unbekannten Ereignisse aus der Frühzeit Roms mit ihren Kriegshelden und den aufrührerischen Volksmassen boten theatralisch mehr Raum als die vorangegangenen Römerdramen. Im Hinblick auf die Thematik, die Struktur und den Stil ist Coriolanus zudem eng mit der teilweise gleichermaßen auf Plutarch zurückgreifenden satirischen Tragödie Timon verwandt, die Shakespeare jedoch nicht vollständig ausgearbeitet hat.
Plutarchs Vorlage für Shakespeares Coriolanus liefert in den Grundzügen neben dem Ablauf des Geschehens bereits den Charakterzwiespalt der Titelfigur, dessen Kardinaltugenden des Mutes und der Tapferkeit (virtus) und der Frömmigkeit (pietas) im Widerstreit mit seiner cholerischen Maßlosigkeit stehen. Außerdem nutzt Shakespeare die Vorlage Plutarchs in der Übertragung von Thomas North mit nur geringen Veränderungen auch für die klimaktische Szene seiner Tragödie, in der Volumnia als Bittstellerin Roms den Zorn ihres zu Unrecht von seiner Vaterstadt verbannten Sohnes abwendet. Gleichermaßen lehnt sich sein Blankvers in zahlreichen Passagen eng an die ausdrucksvolle Prosa von North an.
Trotz dieser Übereinstimmungen wandelt Shakespeare seinen dramatischen Stoff unverkennbar um und proportioniert ihn neu. Er rafft die politischen Vorgänge, die mit Coriolanus’ Schicksal verknüpft sind, richtet sie ganz auf seinen Protagonisten hin aus und macht sie damit überschaubarer und dramatisch wirkungsvoller. Das Geschehen in seinem Drama gliedert er in zwei Handlungsbögen und stellt als Wendepunkt die Kandidatur Coriolanus’ und seine Niederlage bei der Konsulwahl heraus.
In mehreren bedeutsamen Details geht Shakespeare zudem weit über Plutarchs Bericht hinaus: So glorifiziert er als Dramatiker insbesondere Coriolans persönliche Tapferkeit sowie dessen militärische Auszeichnung und intensiviert darüber hinaus neben Coriolans individuellem Einsatz vor allem dessen Draufgängertum und Verachtung für die „feigen Bürger“, um ihn derart aus der Gemeinschaft herauszuheben. Auch die für die dramatische Handlung funktionslose Familienszene ist nicht in Plutarchs Bericht enthalten; bei Plutarch findet sich einzig der Hinweis, dass Coriolan auf Wunsch seiner Mutter geheiratet, deren Haus aber nie verlassen habe. Dieter Mehl sieht in diesem Ausbau von Plutarchs kurzem Hinweis in Shakespeares Tragödie eine akzentuierte Darstellung der Abhängigkeit Coriolans von seiner Mutter nicht allein als reine Bevormundung, sondern vielmehr als prägenden Erziehungseinfluss, um die Beschränkungen dieser einseitigen Abhängigkeit verstärkt zum Ausdruck zu bringen.
Das zentrale Geschehen resultiert bei Shakespeare im Gegensatz zu seiner Quelle unmittelbar aus der Rolle Coriolanus’ als eines Helden im Krieg gegen die Volsker und führt direkt zu seiner Verbannung aus Rom. Die ständische Gegnerschaft des Coriolanus zu den Volkstribunen und seine kriegerische Rivalität mit den Volskern stehen in Shakespeares Stück bereits am Anfang der Handlung und setzen nicht erst wie in seiner Quelle im Zentrum in der zweiten Hälfte des Geschehens ein. Zugleich schafft Shakespeare mit der ersten Überredungsszene der Volumnia im ersten Handlungsbogen (III,ii) ein dramatisches Gegengewicht zu ihrer Bittstellung am Ende (V,iii).
Die Konflikte und Spannungen, denen Shakespeares Titelfigur ausgesetzt ist, werden dramatisch stärker personalisiert als in der Vorlage; Figuren wie Menenius oder die Tribunen, die bei Plutarch als blasse Gestalten lediglich dazu beitragen, der politischen Auseinandersetzung als Stimmen ihren Ausdruck zu verleihen, werden in Shakespeares Werk zu vollständigen Charakteren ausgebaut. Auch die Gattin des Protagonisten, Virgilia, die in Plutarchs Vorlage eine schemenhafte Gestalt bleibt, wird von Shakespeare kunstvoll ausgestaltet und nimmt einen versöhnlichen Standpunkt zwischen dem Absolutheitsanspruch von Coriolanus und dem seiner Mutter ein. Darüber hinaus wird die Volksmenge in Rom in Shakespeares Tragödie selber zu einem wesentlichen dramatischen Element, in dem sich die Charakterschwächen seines Protagonisten, wie etwa sein unbändiges Wesen und seine Manipulierbarkeit, spiegeln. Durch die Konfrontation des Coriolanus mit Teilaspekten seines eigenen Charakters in den Persönlichkeitseigenschaften seiner Gegenspieler wie Aufidius und Volumnia versucht Shakespeare in seinem Werk, die dramatische Geschlossenheit der Tragödie sicherzustellen.
Außerdem verleiht er dem klassischen Konflikt zwischen dem Einzelnen und der Menge durch verschiedene Anachronismen und stilistische Nuancierungen eine zeitgenössische Aktualität. Die hochfahrende Sprache des Coriolanus zeigt beispielsweise Anklänge an die Ausdrucksweise der zeitgenössischen Aristokratie und die Sprache der Plebejer ähnelt der der damaligen englischen Handwerker, aber auch der Tagediebe. Als Individuen sind sie mit Mutterwitz und teilweise unfreiwilliger Komik wie auch mit Torheit und Einsicht ausgestattet; unter dem manipulativen Einfluss des Demagogen werden sie zu einer reißenden Meute. Auf diese Weise werden die in Shakespeares Quelle angelegten Spannungen und Konflikte betont und deutlich verschärft. Im ausdrücklichen Widerspruch zu Plutarch werden die Plebejer-Soldaten in Shakespeares Stück als feige und erbärmlich im Gegensatz zu den legendären Kriegstaten des Coriolanus dargestellt; der Hass des verbannten Coriolanus auf seine Vaterstadt nimmt auf diesem Hintergrund am Ende eine wesentlich heftigere Form an als in der Quelle von Plutarch. Während Coriolanus in Plutarchs Vorlage lediglich mit Hilfe der Volsker die absolute Macht der Aristokratie über das Volk wiederherstellen will, ist er in Shakespeares Tragödie darauf aus, ganz Rom zu vernichten und in Flammen aufgehen zu lassen. Mit dieser Haltung am Schluss intensiviert Shakespeare zugleich die Tiefe des Sturzes sowie des Abfalls und der Umkehr seines Protagonisten.
Tradierte Fassungen der Geschichte von Coriolanus wurden zudem bereits in den Jahren unmittelbar vor der Niederschrift von Shakespeares Tragödie häufig in Schriften zur politischen Theoriebildung oder aber in Kommentaren zum politischen Geschehen als beispielhafte Anspielungen oder Veranschaulichungen herangezogen.
Die in Shakespeares Werk thematisierten sozio-politische Fragestellungen verweisen zudem auf einen grundsätzlichen Diskurs im damaligen jakobäischen England über eine anzustrebende „gemischte“ Regierungsform mit einem Gleichgewicht der politischen Kräfte im Staat zwischen König, Aristokratie und Volk, die ausgehend von dem italienischen Renaissance-Konzept des stato misto insbesondere auf dem historischen Hintergrund der Hungeraufstände in Mittelengland 1607/1608 intensiv geführt wurde. Im Zentrum stand die Frage der institutionalisierten Mitspracherechte von Vertretern der verschiedenen sozialen Schichten des Volkes bzw. der Bürgerschaft im Parlament, das als Schutz gegen die Gefahr einer tyrannische Herrschaft gesehen wurde. Jakob I. hatte bereits 1606 heftig gewettert gegen „tribunes of the people whose mouths could not be stopped“ (dt. „Volkstribunen, denen man den Mund nicht verschließen konnte“), womit er seine Widersacher im Parlament meinte. In dem sich zuspitzenden Konflikt des verstärkt autokratisch auftretenden Königs mit dem englischen Parlament wurde diese Vorstellung einer republikanisch angelegten gemischten Regierungsform und Gewaltenteilung zu einem wesentlichen Druckmittel der Opposition; dieser öffentlich geführte Disput wurde auch von großen Teilen des zeitgenössischen Theaterpublikums mit regem Interesse verfolgt.
Schriftsteller wie beispielsweise Sidney oder Greville, aber auch Sir Walter Raleigh in seiner History of the World (1614), um nur einige zu nennen, beteiligten sich in diversen Veröffentlichungen an dieser Suche nach einer „spezifisch englischen Form der Mischregierung (King-in-Parliament)“, die sich von weder zu absolutistischen noch zu populistischen Extremen unterscheiden sollte, wie sie auf dem Kontinent zu finden waren.
Jakob I. sah sich mit dieser Problematik einer ausgewogeneren Machtverteilung seit Beginn seiner Regierungszeit als englischer König wiederholt durch radikale Parlamentarier konfrontiert; bereits als schottischer König musste er sich der immer wieder diskutierten Frage stellen, ob in der politischen Ordnung des Staatswesens die monarchische Herrschaft höher als das Gesetz einzuordnen sei oder ob nicht vielmehr das Gesetz über dem König zu stehen habe. Wenngleich Shakespeare diese Kontroverse unter den damaligen Verhältnissen nicht offen auf der Bühne hätte aufgreifen können und Coriolanus sich keinesfalls auf die bloße dramatische Umsetzung eines innenpolitischen Diskurses reduzieren lässt, spielt die Frage der Machtverteilung in dem Stück dennoch eine gewichtige Rolle und zeigt an gewissen Stellen durchaus auffällige Parallelen.

## Datierung und Text

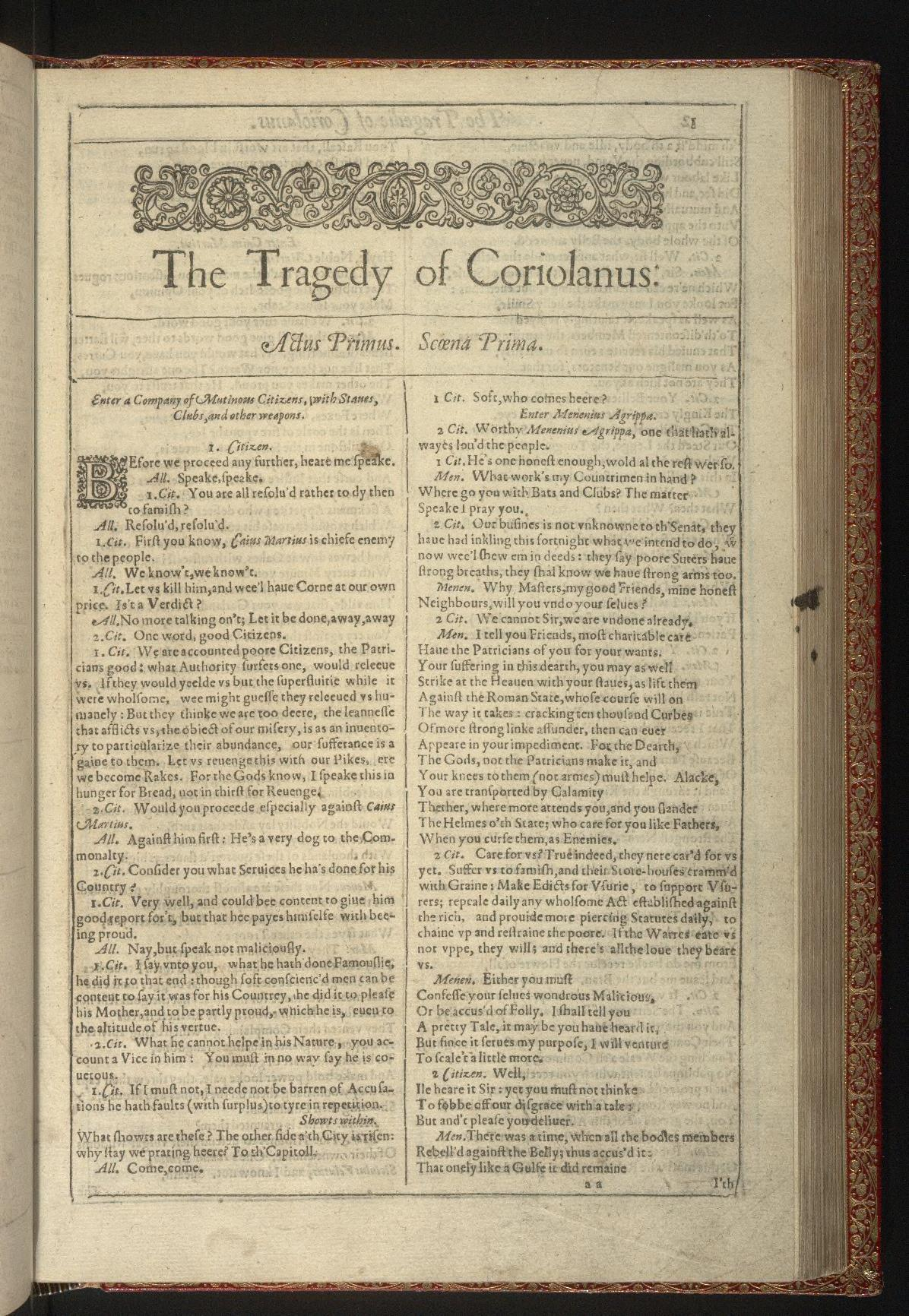
Coriolanus, Folioausgabe von 1623

Es gibt keine Belege oder Unterlagen für eine exakte Datierung der Entstehung des Werkes. Das Stück muss jedoch nach 1605 verfasst worden sein, da Shakespeare in Coriolanus in seiner Fassung der bekannten Fabel vom Streit zwischen dem Bauch und den Gliedern (I.1) Einzelheiten aus der Version von William Camdens Remains aus dem Jahre 1605 verwendet (terminus a quo). Aufgrund stilistischer Vergleichskriterien insbesondere im Hinblick auf die Blankversbehandlung wird in der Shakespeare-Forschung allgemein angenommen, dass Coriolanus als das Letzte der sogenannten Römerdramen Shakespeares nach  Antony and Cleopatra entstanden ist. Zusätzliche Anhaltspunkte für eine Datierung finden sich in zwei 1609 erschienenen Werken, die jeweils eine auffällige Zeile des Stückes parodieren: Robert Armins The Italian Taylor and his Boy und Ben Jonsons erstmals im Winter 1609/1610 aufgeführter Komödie Epicoene, or The Silent Women. Da davon ausgegangen werden kann, dass derartig spezifische Anspielungen nur dann eine satirische Wirkung beim zeitgenössischen Publikum entfalten konnten, wenn die Erstaufführung der Shakespeareschen Tragödie nicht allzu lange zurücklag oder das Stück zu der Zeit noch ein Bühnenerfolg war, spricht dies für eine Entstehung von Coriolanus wahrscheinlich um 1607/1608.
Zudem war ein Hauptthema des Stückes, die politisch-soziale Spannung zwischen Volk und Aristokratie, nach den Midland-Aufständen im Frühsommer 1607 für die Zeitgenossen höchst aktuell und wurde intensiv diskutiert. In seiner Tragödie unterstreicht Shakespeare einerseits zwar das äußerst arrogante Auftreten seines Helden Coriolanus den Plebejern gegenüber, lässt andererseits aber dennoch keine Sympathie für das Verhalten des wankelmütigen Volkes erkennen. Ein Teil der Shakespeare-Forscher vermutet, dass diese auffallende Gestaltungsweise des Coriolanus als Reaktion auf die Gefährdung der Stabilität des Gemeinwesen zu verstehen sei, die durch die Hungeraufstände in Mittelengland in den Jahren 1607 und 1608 drohte. Einige Shakespeare-Editoren sehen außerdem in dem Bild „the coal of fire upon the ice“ einen Hinweis auf den äußerst strengen Winter 1607/1608, in dem auf der Eisdecke der Themse in großen Becken Kohlefeuer angezündet wurden.
Eine Datierung des Werkes um 1608, wie sie in der heutigen Shakespeare-Forschung überwiegend vorgenommen wird, lässt sich darüber hinaus durch weitere Details in der einzigen autoritativen Textquelle des ersten Drucks in der Folio-Ausgabe von 1623 erhärten. Neben einer Einteilung des Werkes in Akte deuten einige Angaben in den Bühnenanweisungen darauf hin, dass Coriolanus vermutlich das erste Stück Shakespeares war, das für eine Aufführung im Blackfriars Theatre geschrieben wurde, das ab 1608 von der Schauspieltruppe Shakespeares als Winterresidenz genutzt wurde.
Coriolanus ist lediglich in der Folioausgabe von 1623 überliefert, in der das Stück unter dem Titel The Tragedy of Coriolanus gedruckt wurde. Dieser Druck, der noch keine Szeneneinteilung enthält, beruht auf einer recht zuverlässigen Vorlage; die außergewöhnlich detaillierten Bühnenanweisungen lassen mit großer Sicherheit ein sorgfältig durchgesehenes Bühnenmanuskript Shakespeares oder eine Abschrift davon als Druckvorlage annehmen. Obwohl der Text im Ganzen für moderne Editoren keine schwerwiegenden Probleme bietet, sind dennoch im Einzelnen eine Reihe von Emendationen vor allem im Bereich der Verseinteilung und der Bereinigung einer größeren Zahl von offenkundigen Fehlern bei der Drucksetzung erforderlich, die vermutlich auf die schlechte Lesbarkeit des handschriftlichen Manuskriptes zurückzuführen sind. So las der Setzer in der offensichtlich schwer entzifferbaren handschriftlichen Vorlage beispielsweise shoot statt shout, detect statt defect und scale statt stale.

## Rezeptionsgeschichte
Coriolanus gilt heute als ein ungeliebtes „Meisterwerk“ Shakespeares: Rezeptionsgeschichtlich hat diese letzte seiner Römerdramen nicht nur höchst unterschiedliche Deutungen und Reaktionen hervorgerufen, sondern gehört gleichermaßen zu den Werken, mit denen sich nicht nur Regisseure oder Theaterpublikum, sondern ebenso Kritik und Literaturwissenschaft in vielerlei Hinsicht bislang äußerst schwergetan haben.
Vor allem aufgrund der rauen, harschen und schroffen Sprachgestaltung der Tragödie mit ihren vielen Kraftausdrücken, aber auch aufgrund des vermeintlich einfachen dramaturgischen Aufbaus des Stückes wurde dessen literarische Qualität lange Zeit grundsätzlich in Frage gestellt. Teilweise wurde sogar die alleinige Autorschaft Shakespeares angezweifelt oder stattdessen gemutmaßt, dieser müsse als Verfasser des Werkes zumindest unter starkem Zeitdruck gestanden und eigentlich auch „keine Freude an dem Stoff“ gehabt haben.
So heißt es beispielsweise bei J. A. K. Thomson: „It [Coriolanus] gives the impression of having been written under some pressure - of time or temper or both“ (deutsche Übersetzung: „Es vermittelt den Eindruck, als sei es unter Zeit- oder Stimmungsdruck oder beidem geschrieben worden“).
Bereits 1816 bezeichnete William Hazlitt das Werk als ein „store-house of political commonplaces“ (dtsch. „Lagerhaus politischer Gemeinplätze“). Shakespeare zeige anscheinend im Coriolanus eine „willkürliche“ politische Tendenz und versäume „vielleicht aus einem Gefühl der Verachtung für seine eigene Herkunft heraus keine Gelegenheit, auf den Pöbel einzudreschen“ („Shakespear [sic] himself seems to have had a leaning to the arbitrary side of the question, perhaps from some feeling of contempt for his own origin; and to have spared no occasion of baiting the rabble“).
In allerdings wesentlich differenzierterer Form wurde das Drama 1945 von John Palmer ebenfalls als ein primär politisches Werk gelesen. Im Gegensatz zu Hazlitt sah Palmer in der Tragödie jedoch die dramaturgisch ausgewogene Behandlung einer ort- und zeitlosen, allgemein gültigen Thematik und hält Coriolanus für ein „masterpiece of poetic tragedy“. Nach seiner Einschätzung ist Shakespeare auch in diesem letzten seiner Römerdramen genau so wie in seinen anderen Werken darauf bedacht, die Individualität der im politischen Raum agierenden Dramenfiguren angemessen zum Ausdruck zu bringen. Die Besonderheit dieser Tragödie liegt ihm zufolge jedoch in der Problematik ihres leidenschaftlichen Umgangs als Bürger im Gemeinwesen mit der Frage von Recht und Unrecht. Der ultimativen Höhepunkt in dieser Tragödie ist nach Palmer eher in dem Konflikt zwischen persönlichem Stolz und familiärer Zuneigung als in dem Konflikt zwischen den Grundsätzen einer aristokratischen Regierungsform oder aber einer Volksregierung zu sehen: „The ultimate climax of the tragedy is a conflict between personal pride and family affection rather than a conflict between the principles of aristocratic and popular government.“
Zuvor lobte schon Samuel Taylor Coleridge die „wunderbare philosophische Unparteilichkeit von Shakespeares politischer Anschauung in dem Stück“  („wonderful philosophical impartiality of Shakespeare’s politics in this play“).
Auch T. S. Eliot schätzte das Drama als „sichersten künstlerischen Erfolg“ Shakespeares ein und nutzte das Werk, dessen Relevanz als großes Kunstwerk er für unveränderlich hielt, als Inspiration für seine Coriolan-Gedichte.
E. K. Chambers dagegen kritisierte in der Einleitung zu seiner Ausgabe des Werkes die shakespearesche Dramenstruktur mit ihrer einseitigen Charakteranlage der Titelfigur, die im Kern auf einem sublimen Egoismus („the very root of him is sublime egoism“) fuße und eine „durchgängige Schwarzmalerei“ des Protagonisten („In this play he [Coriolanus] is painting black throughout“) zur Folge habe. Die Gestalt Virgilias, der Ehefrau des Helden, diene einzig dazu, „der Tragödie ab und an ein paar Tränen zu verleihen“ („Virgilia, the wife whom Coriolanus loves as well as he can love anything besides himself, has for her sole function to touch the tragedy here and there with tears“).
A.C. Bradley hingegen sah in „Coriolanus“  eine Tragödie voller Leidenschaft, die als „noble work“ (dt. etwa „verdienstvolles Werk“) zweifelsohne zu den größeren Dramen Shakespeares zähle. Allerdings stelle das Stück nicht dessen gesamte Schaffensfähigkeit unter Beweis. Bradley betont, dass die Tragödie kaum aufgeführt werde und weder als Drama auf der Bühne noch als Lesetext sonderlich beliebt sei. Den Grund dafür sieht Bradley trotz der seines Erachtens durchaus gelungenen dramatischen Ausgestaltung der Titelfigur in einzelnen Schwachpunkten des Werkes, so beispielsweise in den nicht immer völlig stimmigen komödiantischen Anteilen in einzelnen Szenen, vor allem aber in der nicht sonderlich überzeugenden Charakterzeichnung der Gegenfigur des Aufidius.
In der jüngeren Auseinandersetzung mit dem Werk betrachtet Kenneth Burke das Stück als „groteske Tragödie“ („Shakespeare’s grotesque tragedy“) und betont in seiner Analyse der Figurenkonstellation und Dramenstruktur die eigene „Faszination für das Werk“ („...at least one reason why I find the play so fascinating“). An verschiedenen Stellen hebt er den „ausgeklügelten“ strukturellen Aufbau des Dramas („ingenious invention“) hervor, sieht jedoch grundsätzlich keine Übertragbarkeit der Werkaussage auf die modernen historisch-politischen Verhältnisse des 20. Jahrhunderts.
Thomas Kullmann vertritt andererseits die Auffassung, durch offensichtlich bestehenden „Zusammenhang zwischen Coriolanus’ Tapferkeit und seinem Hochmut gegenüber dem niedrigen Stand“ könne das Drama als „negatives Schulbeispiel für die humanistische Konzeption von Herrschaft“ verstanden werden, wie sie etwa Erasmus von Rotterdam in seiner Institutio Principis Christiani niedergelegt habe.
Die renommierte amerikanische Shakespeare-Gelehrte und Kritikerin Anne Barton hält demgegenüber das Werk zwar  für „Shakespeares politischstes Stück“ („Shakespeare’s most political play“), wendet sich in ihrer Deutung von Coriolanus jedoch gegen alle Versuche, dem Stück ein Verachtung des gemeinen Volkes durch den Verfasser zu unterstellen oder dem Werk eine anti-demokratische Tendenz zu unterlegen. Aus ihrer Sicht ist das Stück im shakespeareschen Kanon einzigartig im Hinblick auf die Toleranz und Achtung, die es einer Stadtbürgerschaft zukommen lässt (In fact, this play is unique for the tolerance and respect it accords an urban citizenry).
Sonja Fielitz meint ebenso, in dem Drama gehe es „vor allem um soziale Themen“, hebt aber hervor, dass es für ein Publikum schwierig sei, sich mit der Titelfigur zu identifizieren, da diese sich kaum in Selbstgesprächen oder anderen Äußerungen öffne und daher in dem ablehnenden Verhalten dem Volk gegenüber wenig Sympathien gewinnen könne.
In ähnlicher Weise sieht Ulrich Suerbaum in dem Stück eine von den anderen Dramen Shakespeares abweichende, „ungewöhnlichen Handhabung der Sympathielenkung“, die so gut wie keine „Innensicht“ und damit Empathie oder Teilnahme beim Rezipienten ermögliche. Dies ist Suerbaum zufolge zugleich der wesentliche Grund dafür, dass diese Tragödie Shakespeares, obwohl sie einen Autor „auf der Höhe seines Könnens“ zeigt, überwiegend auf ablehnende oder nur geringe Resonanz bei Kritikern oder in der Theaterwelt gestoßen ist.
Für Ronald Lüthi, den Herausgeber der Studienausgabe des Coriolanus, sind dieser „Mangel an Introspektion“ und die weitgehend fehlenden Selbstäußerungen der Titelfigur im Gegensatz etwa zu Hamlet zugleich ein wesentlicher Grund für die höchst unterschiedliche Beurteilung der Titelfigur in der Kritik und wissenschaftlichen Sekundärliteratur. Lüthi zufolge sind die Aussagen anderer Personen im Stück selten verlässlich, so dass einzig das Handeln des Protagonisten „Aufschluss über seinen Charakter“ geben kann. Das teilweise widersprüchliche Verhalten Coriolans ermöglicht aus äußerer Sicht jedoch durchaus unterschiedliche Deutungen oder Charakterzeichnungen.
So charakterisiert Derek Traversi beispielsweise Coriolan einerseits als „Kampfmaschine“ („implacable machine of destruction“), betont aber andererseits anhand zahlreicher Einzelstellen ebenso wiederholt seine Schwäche und sein „kindliches menschliches Wesen“. Er zeigt bedingungslose militärische Stärke, lässt jedoch jegliche zivile Stärke vermissen; sich selber ist er „der größte Feind“. Coriolan erweist sich „hochnäsig“ und arrogant; mal wird er als „bürgerlicher Individualist“ betrachtet, der einen „nützlichen Idioten“ darstellt und nach den kriegerischen Kämpfen nicht mehr benötigt wird; mal wird er als Ausdruck von Shakespeares „lange gehegter Heldenverehrung“ und seiner „Enttäuschung über die Menschen“ und das wankelmütige Volk gesehen. In anderen Deutungen wird er unter Bemühung klassischer und christlicher Analogien der mythologischen Gestalt des  Achilles gegenübergestellt oder als Figur aus den altgriechischen Satyrspielen wiedererkannt. An einer Stelle wird er sogar mit Jesus Christus verglichen (V.3, als die drei Frauen zu ihm kommen); andererseits gilt er aber gleichermaßen als der „römischste“, „am wenigsten milde und der unchristlichste“ der Helden Shakespeares.

## Aufführungsgeschichte
Shakespeares differenzierte Charakterdarstellung des Coriolanus mit ihrer Neutralisierung des propagandistischen Gehaltes des Stoffes und seine skeptische Behandlung dieser Römerlegende führten in späteren Aufführungen des Werkes angesichts dessen politischer Brisanz immer wieder zu Versuchen einer Umschreibung oder Uminszenierung des Stückes in ein politisches Bekenntnisdrama. So wurden bis weit in das 19. Jahrhundert hinein durchgängig mehr oder weniger tendenziöse Inszenierungen oder Bearbeitungen des Werkes aufgeführt, die sich in der Darstellung der Titelfigur nahezu ausschließlich einem dichotomischen Muster von entweder „Verräter und Volkshasser“ einerseits oder „Verratener und Edler“ andererseits folgten.
In Nahum Tates Adaption The Ingratitude of a Commonwealth aus dem Jahre 1681 wird der Schlussakt des Shakespeareschen Werkes zu einem Schauerdrama zur Förderung der royalistischen Propaganda der Tories umgestaltet, während in John Dennis’ The Invader of His Country von 1719 Coriolanus als negatives Exempel angesichts der drohenden Invasion des jakobitischen Thronprätendenten gezeigt wird. James Thomsons Fassung, die 1745 entstand und 1749 postum uraufgeführt wurde, setzt demgegenüber mit der Verbannung des Helden ein und stilisiert Coriolanus als römischen Krieger wiederum zu einem idealen Aristokraten. Eine Aufführung von David Garrick aus dem Jahre 1754 mit dem im Wesentlichen unverfälschten Urtext Shakespeares wurde kurze Zeit später erneut durch eine Mischfassung aus Shakespeares und Thomsons Text verdrängt. Ab 1789 spielte John Philip Kemble äußerst erfolgreich wiederholt die Hauptrolle in seiner Adaption des Shakespeareschen Stückes.
1933/34 sorgte eine Aufführung des Coriolanus durch die Comédie-Française unter der Regie des damaligen Intendanten Emile Fabre für Aufsehen. Die Inszenerierung mit einem Spieltext, in dem zur charakterlichen Aufwertung der Titelgestalt eine Reihe seiner besonders grober Tiraden gegen das Volk fortgelassen wurden, trug mit zu den anschließenden Pariser Unruhen von 1934 bei oder löste diese nach Ansicht einzelner Kritiker und Kommentatoren sogar aus.
In neueren Aufführungen zeigte vor allem Laurence Olivier 1938 und 1959 eine herausragende schauspielerische Leistung als überzeugend auftretender tragischer Coriolanus. Zumeist wird in moderneren Aufführungen des Stückes allerdings der heroische Status des Titelhelden psychologisch im Hinblick auf die Mutter-Sohn-Beziehung oder durch eine kritische Darbietung seiner reaktionären Grundhaltung „dekonstruiert“. Die von Bertolt Brecht beeinflusste Mailänder Inszenierung von Coriolanus des italienischen Regisseurs Giorgio Strehler verknüpfte beide Ansätze einer kritischen Dekonstruktion des Shakespeareschen Stückes.
Eine erste vollständige Übertragung des Werkes ins Deutsche erfolgte 1777 von Johann Joachim Eschenburg; auf deutschen Bühnen wurde Coriolanus ab 1781 bis in die Mitte des 19. Jahrhunderts in der Regel in recht freien klassizistischen Bearbeitungen gespielt, hielt sich aber über mehrere Jahrzehnte auf den Spielplänen. Erst 1855 und 1864 konfrontierte Emil Devrient das deutsche Publikum wieder mit dem unverfälschten Shakespearetext.
Während des Ersten Weltkriegs und in der Nachkriegszeit entdeckte man in der deutschen Theaterszene die Bedeutung des Dramas für das eigene nationale Schicksal; zahlreiche Neuaufführungen mit durchaus widersprüchlichen Deutungen der Aussage des Werkes machten vor allem in den 1920er Jahren Theatergeschichte. Hervorzuheben ist die Berliner Aufführung von 1925 unter der Regie von Erich Engel mit Fritz Kortner in der Titelrolle. Diese Inszenierung hatte einen nachhaltigen Einfluss auf Brechts Entwicklung seiner Konzeption des Epischen Theaters.
In der Nachkriegszeit wurden Aufführungen des Coriolanus auf deutschen Bühnen mehrere Jahre lang von den amerikanischen Besatzungsmächten verboten, da Hitler vor dem Krieg offen mit der Gestalt des Coriolanus identifiziert worden war, der von seinem Volk schlecht behandelt („mistreated“)  worden sei.

## Adaptionen
In seinen Coriolan-Gedichten unternimmt der der bekannte englische Lyriker und Dramatiker T. S. Eliot einen Versuch, den Stoff dichterisch zu aktualisieren; allerdings bleibt Eliots Dichtung als Wortcollage ein Fragment, in dem der vergangenen Größe ironisch die Wirklichkeit moderner Militärdiktaturen entgegengesetzt wird.
Bertolt Brecht verlagert in seiner Bearbeitung von Shakespeares Coriolanus (1951–1955) demgegenüber die Gewichte in Shakespeares Drama zugunsten der Plebejer und macht diese zu einer positiven politischen Kraft.
Die Verfilmung des Shakespeare-Stücks erfolgte im Jahre 2011 unter der Regie von Ralph Fiennes, der auch die Titelrolle spielte. Die Handlung wurde ins 21. Jahrhundert verlegt.
Die 90-minütige Inszenierung des Korijolanusz der freien Theatertruppe HOPPart aus Budapest war 2014 wichtiger Bestandteil des Shakespeare-Festival Neuss. Das Ensemble mit acht Männern und vier Frauen um Regisseur Csaba Polgar beleuchtete die Verachtung der Oligarchen, den Einfluss mächtiger Seilschaften, die Wendehalsigkeit und Unbedarftheit des Volkes. Der Rezensentin erschien es als „grelle böse, bitter-komische Satire“, die die gegenwärtige Situation in den postsozialistischen Ländern reflektiert.

## Textausgaben
Gesamtausgaben
- John Jowett, William Montgomery, Gary Taylor und Stanley Wells (Hrsg.): The Oxford Shakespeare. The Complete Works. Oxford University Press, Oxford 2005, ISBN 978-0-19-926718-7
- Jonathan Bate, Eric Rasmussen (Hrsg.): William Shakespeare Complete Works. The RSC Shakespeare, Macmillan Publishers 2008, ISBN 978-0-230-20095-1

Englisch
- Lee Bliss (Hrsg.): William Shakespeare: Coriolanus. New Cambridge Shakespeare. Cambridge University Press, Cambridge 2010, ISBN 978-0-521-72874-4
- Peter Holland (Hrsg.): William Shakespeare: Coriolanus. Arden Third Series. London 2013, ISBN 978-1-904271-28-4
- R. B. Parker (Hrsg.): William Shakespeare: Coriolanus. Oxford Shakespeare. Oxford University Press, Oxford 2008, ISBN 978-0-19-953580-4

Deutsch
- Roland Lüthi (Hrsg.): William Shakespeare: Coriolanus. Englisch-Deutsche Studienausgabe. Stauffenburg, Tübingen 2001, ISBN 978-3-86057-560-4.

## Belege
1. ↑  Vgl. Ulrich Suerbaum: Der Shakespeare-Führer. Reclam, Ditzingen 2006, ISBN 3-15-017663-8, 3. rev. Auflage 2015, ISBN 978-3-15-020395-8, S. 397. Siehe auch Ina Schabert (Hrsg.): Shakespeare Handbuch. Kröner, 5. rev. Ausgabe, Stuttgart 2009, ISBN 978-3-520-38605-2, S. 516 f. und ebenso Hans-Dieter Gelfert: William Shakespeare in seiner Zeit. C. H. Beck Verlag, München 2014, ISBN 978-3-406-65919-5, S. 377. Siehe ferner Michael Dobson, Stanley Wells (Hrsg.): The Oxford Companion to Shakespeare. Oxford University Press, 2. Ausgabe, Oxford 2015, ISBN 978-0-19-870873-5, S. 241.
2. ↑  Vgl. Kenneth Muir: The Sources of Shakespeare's Plays. Methuen & Co., London 1977, S. 238 und 242. Unter Verweis auf die Studien von Andrew Gurr und W. Gortdon Zeefeld meint Muir, die im Drama  von Menenius vorgetragene Fabel schaffe zudem eine enge Verbindung zu den Hungeraufständen in Mittelengland 1607/1608. Vgl. ebenda, S. 246. Siehe dazu auch Andrew Gurr: William Shakespeare: Coriolanus. Notes, York Press, Longmann Group Limited, Harlow, Essex 1980, Introduction, S. 9.  Online zugänglich im Internet Archive . Abgerufen am 8. März 2025. Siehe ebenso W. Gordon Zeeveld: ‘Coriolanus’ and Jacobean Politics. In: The Modern Language Review, Vol. 57, No. 3, 1962, S. 323 und 329 ff. Online zugänglich bei JSTOR doi:10.2307/3721822. Abgerufen am 5. März 2025. Vgl. ferner Roland Lüthi (Hrsg.): William Shakespeare: Coriolanus. Englisch-Deutsche Studienausgabe. Stauffenburg, Tübingen 2001, Kommentar zu I.i, S. 356 f. Lüthi stellt heraus, dass die Fabel, die in verschiedenen Versionen nachgelesen werden konnte, aller Wahrscheinlichkeit nach dem zeitgenössischen Publikum ebenso bekannt gewesen sein dürfte, wie dem ersten Bürger in dem Drama. Shakespeares Verwendung der Fabel enthält allerdings, wie Lüthi betont, seltsame Bezüge, etwa die Senatoren als Magen, statt als Kopf, und ist in gewissen Hinsicht unpassend, wenn nicht sogar zynisch, da Menenius vom Verteilen spricht, obwohl Horten und Wucher als Anschuldigung im Raum stehen. Dieter Mehl sieht darüber hinaus angesichts der Hungersnot der Plebejer in dem Einsatz der Fabel durch Menenius „ein Stück geschickter politischer Manipulation“ sowie einen unmissverständlichen „Zynismus der Beschwichtigung“. Siehe Dieter Mehl: Die Tragödien Shakespeares - Eine Einführung. Erich Schmidt Verlag, Berlin 1983, S. 219. Vgl. auch E. A. J. Honigmann: Shakespeare: Seven Tragedies - The Dramatist's Manipulation of Response, Macmillan, London et al. 1980, Kapitel 10: The Clarity of ‘Coriolanus’, S. 170–191, hier S. 178 ff. Online zugänglich im Internet Archive . Abgerufen am 10. März 2025.
3. ↑  Vgl. Ina Schabert (Hrsg.): Shakespeare Handbuch. Kröner, 5. rev. Ausgabe, Stuttgart 2009, ISBN 978-3-520-38605-2, S. 516 ff.
4. ↑  Siehe Dieter Mehl: Die Tragödien Shakespeares - Eine Einführung. Erich Schmidt Verlag, Berlin 1983, S. 219 f. Vgl. auch den Abdruck der ins Deutsche übersetzten Quelle Plutarch: Das Leben des Cajus Marcius, genannt Coriolanus in: Günter Jürgensmeier (Hrsg.): Shakespeare und seine Welt. Galiani, Berlin 2016, ISBN 978-3-86971-118-8, S. 667-682, hier S. 667 ff. In Plutarchs Vorlage wird hier zwar eingangs die Tapferkeit Coriolans einige Male kurz erwähnt, für die er mit „Eichenkränzen“ belohnt worden war, nach seiner Rückkehr aus dem Krieg gegen die Volsker erhielt Coriolan jedoch von der Menschenmenge in Rom noch „lautere[n] Jubel“ wegen seiner „Seelenstärke“ und „ungleich größere Bewunderung als die Tapferkeit, die er in seinen Kämpfen bewiesen hatte,“ da er auf die ihm eigentlich zustehende reichhaltige Kriegsbeute verzichtet und nur ein „prächtig aufgezäumtes Pferd“ als „Ehrenpreis“ angenommen hatte. In der bei Jürgensmeier abgedruckten Vorlage heißt es zudem anders als in Shakespeares dramatischer Darstellung im Zusammenhang mit der bedrückenden Situation des Volkes: Die „ganz Armen aber wurden fortgeschleppt und eingekerkert, obwohl sie noch die Narben und die Wunden an sich trugen, die sie in den häufigen Kriegen für das Vaterland erhalten hatten“ (siehe ebenda, S. 668-671)
5. ↑  Vgl. dazu Ina Schabert (Hrsg.): Shakespeare Handbuch. Kröner, 5. rev. Ausgabe, Stuttgart 2009, ISBN 978-3-520-38605-2, S. 516–518. Siehe ebenso Roland Lüthi (Hrsg.): William Shakespeare: Coriolanus. Englisch-Deutsche Studienausgabe. Stauffenburg, Tübingen 2001, Einleitung, S. 26 ff. Siehe auch Kenneth Muir: The Sources of Shakespeare's Plays. Methuen & Co., London 1977, S. 246–251.
6. ↑  Vgl. Kenneth Muir: The Sources of Shakespeare's Plays. Methuen & Co., London 1977, S. 238ff. Muir verweist u. a. auf verschiedene Essays von Thomas Digges und dessen Sohn Dudley Digges, in dem 1604 veröffentlichten Band Foure Paradoxes, or Politique Discourses. Dudley Digges war ebenso der Stiefsohn von Shakespeares Nachlassverwalter. Muir hält es daher für zwar nicht mehr eindeutig beweisbar, aber dennoch gut möglich, dass Shakespeare diese Schriften zumindest bekannt waren, und zeigt bestehende Ähnlichkeiten zwischen Coriolanus und diesen Essays in verschiedenen Einzelpassagen auf. Darüber hinaus sieht Muir offensichtliche Entsprechungen von Shakespeares Drama zu Richard Knolles Übersetzung von Jean Bodins Six Bookes of a Commonweale (1606, im französischen Original erstmals unter dem Titel Les six livres de la République 1576 veröffentlicht). Vgl. ebenda, S. 241. Weitere auffällige Anklänge im Detail existieren nach Muir in Coriolanus auch zu Edward Forsets A Comparative Discourse of the Bodies Natural and Politique (1606), insbesondere in der Fabel vom Bauch (I.1, 90-135). Im Gegensatz zu der Beschwörung der patriotischen Einheit in dem oben genannten Werk von Averell ging es Forset um die Verurteilung der Verschwörer des Gunpowder Plots von 1605. Siehe ebenda, S. 242. Vgl. auch Peter Holland (Hrsg.): William Shakespeare: Coriolanus. Arden Third Series. London 2013, Introcduction, S. 102–107, sowie Marjorie Garber: Shakespeare After All. Anchor Books, New York et al. 2005 (Erstveröffentlichung 2004), S. 780–784.
7. ↑  Siehe Anne Barton: Livy, Machiavelli and Shakespeare’s ‘Coriolanus’. In: Harold Bloom (Hrsg.): Modern Critical Interpretations - William Shakespeare’s Coriolanus. Chelsea House Publishers, New York et al. 1988, S. 145 f., und Roland Lüthi (Hrsg.): William Shakespeare: Coriolanus. Englisch-Deutsche Studienausgabe. Stauffenburg, Tübingen 2001, S. 30 ff. Vgl. ebenso Leah S. Marcus: ‘Coriolanus’ and the Expansion of City Liberties. In: Susanne L. Wofford (Hrsg.): Shakespeare’s Late Tragedies. A Collection of Critical Essays. Prentice Hall, Upper Saddle River, New Jersey 1996, ISBN 0-13-807819-X, Seite 188−196, hier insbesondere S. 188ff. Online zugänglich im Internet Archive . Abgerufen am 5. März 2025. Siehe ferner Cathy Shrank: “Civility and the City in ‘Coriolanus.’” In: Shakespeare Quarterly, Vol. 54, No. 4, 2003, S. 406–23, hier insbesondere S. 407 f. Online zugänglich bei JSTOR . Abgerufen am 5. März 2025. Vgl. auch W. Gordon Zeeveld: ‘Coriolanus’ and Jacobean Politics. In: The Modern Language Review, Vol. 57, No. 3, 1962, S. 321–334, hier bes. S. 324–334 Online zugänglich bei JSTOR doi:10.2307/3721822. Abgerufen am 5. März 2025.
8. ↑  Siehe ausführlich Roland Lüthi (Hrsg.): William Shakespeare: Coriolanus. Englisch-Deutsche Studienausgabe. Stauffenburg, Tübingen 2001, S. 31 ff. Vgl. auch Leah S. Marcus: ‘Coriolanus’ and the Expansion of City Liberties. In: Susanne L. Wofford (Hrsg.): Shakespeare’s Late Tragedies. A Collection of Critical Essays. Prentice Hall, Upper Saddle River, New Jersey 1996, ISBN 0-13-807819-X, Seite 188−196, hier insbesondere S. 192-196. Online zugänglich im Internet Archive . Abgerufen am 5. März 2025. Siehe ferner detailliert W. Gordon Zeefeld: ‘Coriolanus’ and Jacobean Politics. In: The Modern Language Review, Vol. 57, No. 3, 1962, S. 321–334, hier bes. S. 324–334 Online zugänglich bei JSTOR doi:10.2307/3721822. Abgerufen am 5. März 2025. Zeefeld zeigt in seiner Analyse zahlreiche unmittelbare Parallelen und Anspielungen zwischen Shakespeares Stück und der realhistorischen Debatte im Parlament auf (siehe vor allem S. 324-329) und tendiert auf diesem Hintergrund des zeitgenössischen Interesses an der öffentlichen Debatte, die in Teilen von Shakespeares Drama in kaum verhüllter Form gespiegelt wird, dazu, die Abfassungszeit des Werkes früher auf das Jahr 1606 zu datieren (S. 329).
9. ↑  Vgl. Ulrich Suerbaum: Der Shakespeare-Führer. Reclam, Ditzingen 2006, ISBN 3-15-017663-8, 3. rev. Auflage 2015, ISBN 978-3-15-020395-8, S. 396 f. Siehe auch Ina Schabert (Hrsg.): Shakespeare Handbuch. Kröner, 5. rev. Ausgabe, Stuttgart 2009, ISBN 978-3-520-38605-2, S. 515 f. und Hans-Dieter Gelfert: William Shakespeare in seiner Zeit. C. H. Beck Verlag, München 2014, ISBN 978-3-406-65919-5, S. 377. Vgl. ferner Roland Lüthi (Hrsg.): William Shakespeare: Coriolanus. Englisch-Deutsche Studienausgabe. Stauffenburg, Tübingen 2001, S. 13 f.
10. ↑  Vgl. eingehender Michael Dobson, Stanley Wells (Hrsg.): The Oxford Companion to Shakespeare. Oxford University Press, 2. Ausgabe, Oxford 2015, ISBN 978-0-19-870873-5, S. 241.
11. ↑  Vgl. Ulrich Suerbaum: Der Shakespeare-Führer. Reclam, Ditzingen 2006, ISBN 3-15-017663-8, 3. rev. Auflage 2015, ISBN 978-3-15-020395-8, S. 397. Siehe auch Ina Schabert (Hrsg.): Shakespeare Handbuch. Kröner, 5. rev. Ausgabe, Stuttgart 2009, ISBN 978-3-520-38605-2, S. 515 f. Siehe ebenso Michael Dobson, Stanley Wells (Hrsg.): The Oxford Companion to Shakespeare. Oxford University Press, 2. Ausgabe, Oxford 2015, ISBN 978-0-19-870873-5, S. 241, sowie detailliert Roland Lüthi (Hrsg.): William Shakespeare: Coriolanus. Englisch-Deutsche Studienausgabe. Stauffenburg, Tübingen 2001, S. 14ff. Lüthi weist darauf hin, dass die im Folio noch fehlende Szeneneinteilung erst von späteren Herausgebern, insbesondere von Rowe, Pope und Capell vorgenommen wurde (ebenda, S. 16).
12. ↑  Vgl. Roland Lüthi (Hrsg.): William Shakespeare: Coriolanus. Englisch-Deutsche Studienausgabe. Stauffenburg, Tübingen 2001, Einleitung, S. 18, und Ulrich Suerbaum: Der Shakespeare-Führer. Reclam, Ditzingen 2006, 3. rev. Auflage 2015, S. 397 f. Siehe auch Dieter Mehl: Die Tragödien Shakespeares - Eine Einführung. Erich Schmidt Verlag, Berlin 1983, S. 238, und Brian Vickers: Shakespeare: Coriolanus. Edward Arnold, London 1976, Introduction, S. 7. Online zugänglich im Internet Archive . Abgerufen am 28. Februar 2025. Vgl. ebenso Peter Holland (Hrsg.): William Shakespeare: Coriolanus. Arden Third Series. London 2013, Introduction, S. 1 - 22, sowie Marjorie Garber: Shakespeare After All. Anchor Books, New York et al. 2005 (Erstveröffentlichung 2004), S. 776 ff. Einen Eindruck der divergenten Auslegungen und Reaktionen auf das Werk liefert auch die Sammlung von James E. Phillips (Hrsg.): Twentieth Century Interpretations of Coriolanus. A Collection of Critical Essay. Prentice Hall, Englewood Cliffs, N. J. 1970. Online zugänglich im Internet Archive . Abgerufen am 28. Februar 2025.
13. ↑  Vgl. Roland Lüthi (Hrsg.): William Shakespeare: Coriolanus. Englisch-Deutsche Studienausgabe. Stauffenburg, Tübingen 2001, Einleitung, S. 18. Lüthi verweist in diesem Zusammenhang auf die „Aufzählung häufiger Vorwürfe“ bei Hermann Heuer: From Plutarch to Shakespeare: A Study of ‘Coriolanus’. In: Shakespeare Survey 10 (1957), S. 50. Zu der Infragestellung der alleinigen Verfasserschaft Shakespeares siehe Peter Holland (Hrsg.): William Shakespeare: Coriolanus. Arden Third Series. London 2013, Introduction, S. 9.
14. ↑  James Alexander Kerr Thomson: Shakespeare and the Classics. George Allen and Unwin Ltd., London 2. Auflage 1966 (Erstveröffentlichung 1952), S. 221. Online zugänglich im Internet Archive .
15. ↑  Abgedruckt in William Hazlitt: Coriolanus. In: Characters of Shakespear’s Plays. J. M. Dent, London 1915 (Erstausgabe 1906), S. 53 - 63, hier S. 53. Online zugänglich im Internet Archive . Abgerufen am 1. März 2025. Vgl. dazu auch die kritische Auseinandersetzung mit dieser Sichtweise Hazlitts bei A.C. Bradley: Coriolanus. Second Annual Shakespeare Lecture The Folcroft Press 1912, Nachdruck 1970, S. 4f. Online zugänglich im Internet Archive . Abgerufen am 28. Februar 2025. Vgl. ferner die ebenfalls kritischen Anmerkungen bei Harold Bloom (Hrsg.): Modern Critical Interpretations - William Shakespeare’s Coriolanus. Chelsea House Publishers, New York et al. 1988, Introduction, S. 1 - 4.  Online zugänglich im Internet Archive . Abgerufen am 1. März 2025.
16. ↑  Siehe John Palmer: Caius Marcius Coriolanus. In: John Palmer: Political Characters of Shakespeare. MacMillan and Co., London 1945, S. 250–310, hier besonders S. 270, S. 250 ff. und 257f. Online zugänglich im Internet Archive . Abgerufen am 2. März 2025.
17. ↑  Zitiert nach James E. Phillips (Hrsg.): Twentieth Century Interpretations of Coriolanus. A Collection of Critical Essay. Prentice Hall, Englewood Cliffs, N. J. 1970, Introduction, S. 2. Online zugänglich im Internet Archive . Abgerufen am 28. Februar 2025.
18. ↑  Siehe Roland Lüthi (Hrsg.): William Shakespeare: Coriolanus. Englisch-Deutsche Studienausgabe. Stauffenburg, Tübingen 2001, S. 18, sowie  James E. Phillips (Hrsg.): Twentieth Century Interpretations of Coriolanus. A Collection of Critical Essay. Prentice Hall, Englewood Cliffs, N. J. 1970, Introduction, S. 2 f. Online zugänglich im Internet Archive . Abgerufen am 2. März 2025. Vgl. auch Marjorie Garber: Shakespeare After All. Anchor Books, New York et al. 2005 (Erstveröffentlichung 2004), S. 777, und Ina Schabert (Hrsg.): Shakespeare-Handbuch. Die Zeit, der Mensch, das Werk, die Nachwelt. 5., durchgesehene und ergänzte Auflage. Kröner, Stuttgart 2009, S. 522. Siehe auch Ulrich Suerbaum: Der Shakespeare-Führer. Reclam, Ditzingen 2006, ISBN 3-15-017663-8, 3. rev. Auflage 2015, S. 398.
19. ↑  Edmund K. Chambers (Hrsg.): The Tragedy of Coriolanus. Heath and Co., Boston (USA) 1905, Introduction: Critical Appreciation, S. XIV ff. Online zugänglich im Internet Archive Abgerufen am 02. März 2025. Siehe ebenso die Darstellung der Sichtweise Chambers bei Roland Lüthi (Hrsg.): William Shakespeare: Coriolanus. Englisch-Deutsche Studienausgabe. Stauffenburg, Tübingen 2001, Einleitung, S. 18. Die von Lüthi in der Fußnote dazu ohne Nennung des Bandes angegebene Belegstelle bei Chambers: William Shakespeare: A Study of Facts and Problems (2 Bde., Oxford 1930) ist allerdings sachlich nicht stimmig.
20. ↑  Siehe A.C. Bradley: Coriolanus. Second Annual Shakespeare Lecture The Folcroft Press 1912, Nachdruck 1970, S. 1 - 17, insbesondere S. 1f., S. 5-12 und S. 13 ff. Online zugänglich im Internet Archive . Abgerufen am 28. Februar 2025.
21. ↑  Vgl. Kenneth Burke: ‚Coriolanus‘ and the Delights of Faction. In: Harold Bloom (Hrsg.): Modern Critical Interpretations - William Shakespeare’s Coriolanus. Chelsea House Publishers, New York et al. 1988, S. 33 - 53, hier bes. S. 33 f., S. 35ff., S. 40 f. und S. 43 ff. Online zugänglich im Internet Archive . Abgerufen am 2. März 2025.
22. ↑  Thomas Kullmann: William Shakespeare. Eine Einführung (= Grundlagen der Anglistik und Amerikanistik. Band 26). Schmidt, Berlin 2005, S. 157.
23. ↑  Anne Barton: Livy, Machiavelli and Shakespeare’s ‘Coriolanus’. In: Harold Bloom (Hrsg.): Modern Critical Interpretations - William Shakespeare’s Coriolanus. Chelsea House Publishers, New York et al. 1988, S. 123 - 147, hier S. 145 und S. 127. Online zugänglich im Internet Archive . Abgerufen am 2. März 2025. Siehe historisch zu den unterschiedlichen politischen Deutungsversuchen des Dramas detailliert John Palmer: Caius Marcius Coriolanus. In: John Palmer: Political Characters of Shakespeare. MacMillan and Co., London 1945, S. 250–310, hier insbesondere S. 250 ff. Online zugänglich im Internet Archive . Abgerufen am 2. März 2025.  Vgl. zu der unterschiedlichen Beurteilung der Bürger in den unterschiedlichen Ausdeutungen des Werkes auch Dieter Mehl: Die Tragödien Shakespeares - Eine Einführung. Erich Schmidt Verlag, Berlin 1983, S. 216 zusammen mit der dortigen Fußnote 4.
24. ↑  Sonja Fielitz: William Shakespeare. Eine Einführung in Werk und Wirkung. Wissenschaftliche Buchgesellschaft, Darmstadt 2013, S. 79. Ähnlich die Darstellung von Roland Lüthi (Hrsg.): William Shakespeare: Coriolanus. Englisch-Deutsche Studienausgabe. Stauffenburg, Tübingen 2001, Einleitung, S. 37 ff. Lüthi weist in diesem Zusammenhang darauf hin, dass keine andere Hauptfigur Shakespeares so wenig Monologe spreche wie Coriolan mit ganzen 36 Zeilen. Dessen „Unfähigkeit sich auszudrücken“ und seine im Stück selber thematisierte fehlende „bolted language“ (dt. „raffinierte“ bzw. „geschliffene Sprache“, vgl. III,i,320ff. und III,3, 48ff) führt nach Lüthis Ansicht dazu, dass die Rezipienten „Coriolan praktisch ausschließlich durch die Worte anderer“ kennenlernen oder aber durch Äußerungen Coriolans, die „nicht ganz ernst genommen werden können, weil er im Zorn spricht“. Vgl. auch die sachlich ähnlichen Ausführungen von Dieter Mehl: Die Tragödien Shakespeares - Eine Einführung. Erich Schmidt Verlag, Berlin 1983, ISBN 3-503-02205-8, S. 214 f. Mehl hebt hervor, dass Coriolanus von allen dramatischen Schlüsselfiguren Shakespeares am wenigsten direkt charakterisiert wird. Die dramatische Spannung entsteht Mehl zufolge „durch gegensätzliche Sichtweisen von außen und durch die ungewöhnliche Ausstrahlung des Helden“. Da es kaum „ungefilterte Selbstäußerungen“ des Protagonisten gibt und auch „eindeutig verlässliche chorische Begleitfiguren“ in dem Drama nicht existieren, bleiben dem Zuschauer für ein greifbares Charakterbild von Coriolanus einzig dessen kaum berechenbaren Verhaltensweisen sowie die widersprüchlichen Einschätzungen seines Umfeldes. Die in Shakespeares Tragödie insoweit zum Ausdruck kommende fehlende sprachliche oder rednerische Ausdrucksfähigkeit der Titelfigur (siehe auch Marjorie Garber: Shakespeare After All. Anchor Books, New York et al. 2005 (Erstveröffentlichung 2004), S. 791 ff.) unterscheidet sich interessanterweise ebenfalls von dem Bericht Plutarchs, den Shakespeare als wesentliche nutzte. In Plutarchs Darstellung der Figur des Coriolanus wird dessen besondere Fähigkeit als geschickter Redner mehrfach beispielhaft aufgezeigt und sogar explizit hervorgehoben. Siehe Günter Jürgensmeier (Hrsg.): Shakespeare und seine Welt. Galiani, Berlin 2016, ISBN 978-3-86971-118-8, hier  Plutarch: Das Leben des Cajus Marcius, genannt Coriolanus, z. B. S. 670 f., S. 672 und 676 „vortrefflicher Redner“.
25. ↑  Siehe Ulrich Suerbaum: Der Shakespeare-Führer. Reclam, Ditzingen 2006, ISBN 3-15-017663-8, 3. rev. Auflage 2015, S. 397ff. Im Gegensatz zu Suerbaum sieht Gelfert auf dem normativen Hintergrund der klassischen Gestaltungsprinzipien des Drama, so etwa der Peripetie, in der Sympathielenkung als Strukturmoment in dieser Tragödie einen Schwachpunkt. Trotz des arroganten Auftretens der Titelfigur ist es ihm zufolge „unübersehbar, dass seine [Shakespeares] Sympathie ihm und nicht dem wankelmütigen Volk gilt.“ Obwohl diese autoritäre Haltung von Coriolanus entstehungsgeschichtlich möglicherweise als Reaktion auf die Bedrohung der Stabilität des Gemeinwesens durch die Hungeraufstände in den Midlands 1607/1608 gesehen werden kann, hätte Shakespeare als „guter Dramatiker“ laut Gelfert allein wegen „der tragischen Wirkung“ die Darstellung der Titelfigur so vornehmen müssen, „dass sein Sturz Mitgefühl hervorruft.“ Nach Gelfert wäre dramaturgisch eine solche Werkstrukturierung auch dann erforderlich gewesen, wenn Shakespeare selber demokratische Gefühle gehabt haben sollte. Siehe Hans-Dieter Gelfert: William Shakespeare in seiner Zeit. C. H. Beck Verlag, München 2014, S. 378.
26. ↑  Vgl. Roland Lüthi (Hrsg.): William Shakespeare: Coriolanus. Englisch-Deutsche Studienausgabe. Stauffenburg, Tübingen 2001, Einleitung, S. 38 ff.
27. ↑  Vgl. Derek Traversi: Shakespeare: The Roman Plays. Hollis & Carter, London, 4. Ausgabe 1967 (Erstausgabe 1963), beispielsweise S. 222 und s. 278-288. Onlinezugänglich im Internet Archive . Abgerufen am 8. März 2025. Siehe auch Roland Lüthi (Hrsg.): William Shakespeare: Coriolanus. Englisch-Deutsche Studienausgabe. Stauffenburg, Tübingen 2001, S. 38f.
28. ↑  Vgl. zu diesen divergenten Auslegungsmustern die Ausführungen mit entsprechenden Literaturangaben von Roland Lüthi (Hrsg.): William Shakespeare: Coriolanus. Englisch-Deutsche Studienausgabe. Stauffenburg, Tübingen 2001, Einleitung, S. 38ff.
29. ↑  Siehe Roland Lüthi (Hrsg.): William Shakespeare: Coriolanus. Englisch-Deutsche Studienausgabe. Stauffenburg, Tübingen 2001, Einleitung, S. 49 f.
30. ↑  Vgl. Ina Schabert (Hrsg.): Shakespeare Handbuch. Kröner, 5. rev. Ausgabe, Stuttgart 2009, ISBN 978-3-520-38605-2, S. 521 f. Siehe auch ausführlich die Darstellung der Bühnengeschichte von Coriolanus bei John Ripley: Coriolanus on Stage in England and America, 1609–1994. Associated University Presses, London u. a. 1998. Vgl. ebenfalls Roland Lüthi (Hrsg.): William Shakespeare: Coriolanus. Englisch-Deutsche Studienausgabe. Stauffenburg, Tübingen 2001, Einleitung, S. 50 ff.
31. ↑  Vgl. ausführlich Roland Lüthi (Hrsg.): William Shakespeare: Coriolanus. Englisch-Deutsche Studienausgabe. Stauffenburg, Tübingen 2001, S. 55 f. Siehe ebenfalls Andrew Gurr: William Shakespeare: Coriolanus. Notes, York Press, Longmann Group Limited, Harlow, Essex 1980, S. 61. Online zugänglich im Internet Archive . Abgerufen am 8. März 2025. Gurr sieht in dieser Produktion das auslösende Moment für die folgenden faschistischen Aufstände:
„In Paris in 1933-4 a royalist production led to fascist riots.“
32. ↑  Wilhelm Hortmann: Shakespeare und das deutsche Theater im XX. Jahrhundert. Henschel-Verlag, Berlin 2001, S. 162f.
33. ↑  Siehe   Andrew Gurr: William Shakespeare: Coriolanus. Notes, York Press, Longmann Group Limited, Harlow, Essex 1980, S. 61. Online zugänglich im Internet Archive . Abgerufen am 8. März 2025.
34. ↑  Vgl. Ina Schabert (Hrsg.): Shakespeare Handbuch. Kröner, 5. rev. Ausgabe, Stuttgart 2009, ISBN 978-3-520-38605-2, S. 522. Siehe auch Ulrich Suerbaum: Der Shakespeare-Führer. Reclam, Ditzingen 2006, ISBN 3-15-017663-8, 3. rev. Auflage 2015, ISBN 978-3-15-020395-8, S. 402.
35. ↑  Große Geste in der Provinz Shakespeare-Festival in Neuss zeigt ungarische Inszenierung von "Coriolan", Rezension von Ulrike Gondorf im Deutschlandradio Kultur vom 5. Juli 2014, abgerufen am 8. Juli 2014.